# Catasetum lanciferum
Catasetum lanciferum är en orkidéart som beskrevs av John Lindley. Catasetum lanciferum ingår i släktet Catasetum och familjen orkidéer. Inga underarter finns listade i Catalogue of Life.

## Bildgalleri

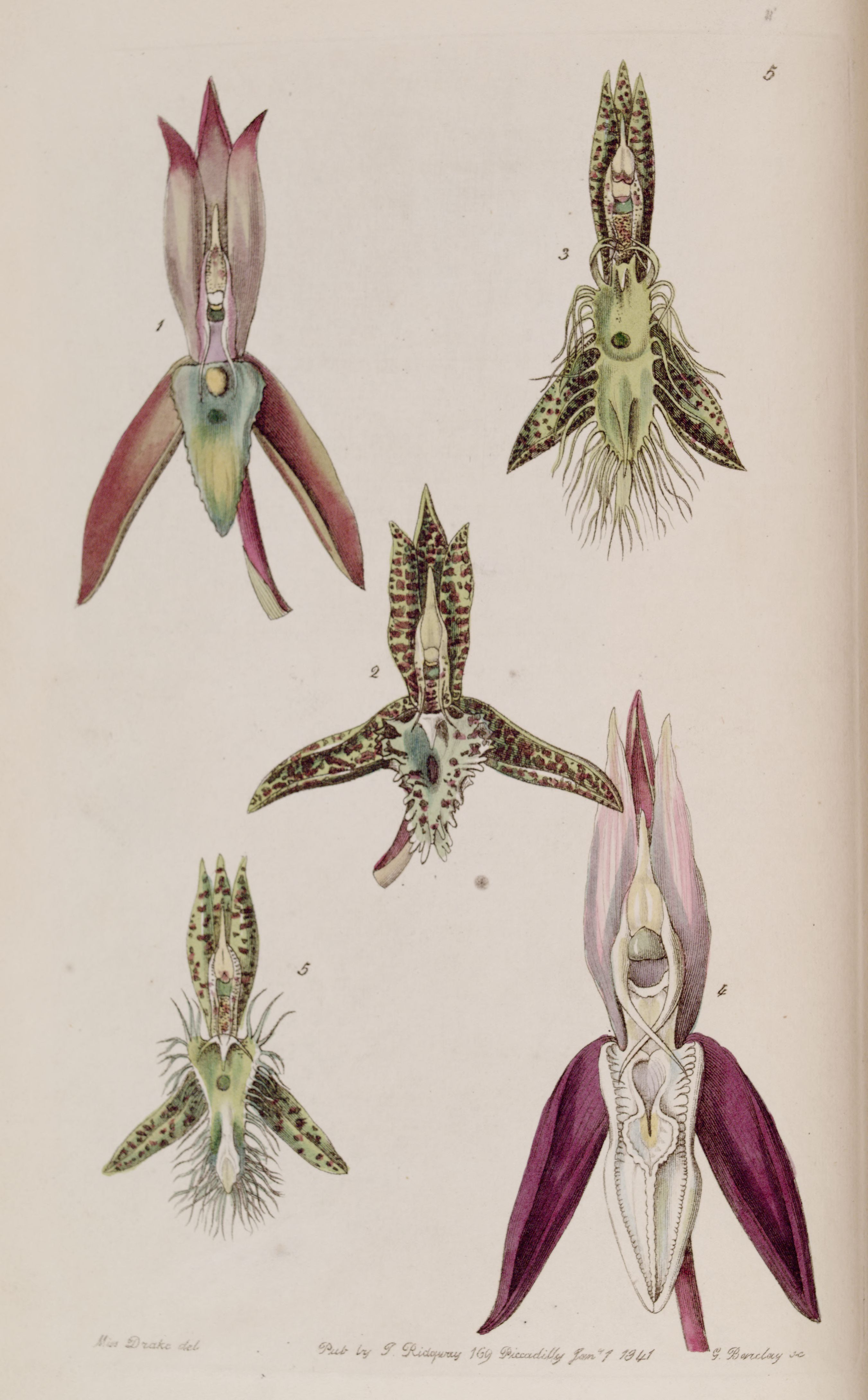